# 趙安 (韓國藝人)
趙安（韓語：조안，1982年11月14日—），本名趙炅珍，韓國女演員。2016年9月28日與IT業的圈外人結婚。

## 演出作品

### 電視劇
- 2003年：SBS《初戀（朝鲜语：첫사랑 (2003년 드라마)）》飾演 希秀
- 2004年：SBS《土地（朝鲜语：토지 (2004년 드라마)）》飾演 鬼女
- 2005年：MBC《推理紀錄片 別巡檢（朝鲜语：추리다큐 별순검）》飾演 徐恩
- 2006年：KBS《首爾1945（朝鲜语：서울 1945）》飾演 金妍景
- 2008年：OCN《不要追究過去》飾演 同僚刑警1（特別演出）
- 2009年：KBS《大家一起恰恰恰》飾演 江羅允
- 2010年：SBS《三姐妹》飾演 金恩珠
- 2011年：KBS《廣開土太王》飾演 談秀
- 2011年：OCN《特殊案件專案組TEN》飾演 南睿莉
- 2013年：OCN《特殊案件專案组TEN 2》飾演 南睿莉
- 2013年：MBC《閃耀的羅曼史》飾演 張彩莉 / 羅彩莉
- 2015年：MBC《最佳戀人》飾演 韓雅靜
- 2019年：MBC《龍王保祐》飾演 呂智哪

### 電影
- 2001年：《毛骨悚然》
- 2003年：《女高怪談3：狐狸階梯》（여고괴담）
- 2004年：《迴旋踢》
- 2006年：《Holiday》
- 2006年：《小王子》
- 2007年：《替屍鬼》
- 2007年：《Hello My Love》
- 2007年：《我也不知道》
- 2008年：《西洋古董洋果子店》
- 2009年：《舉起金剛》
- 2010年：《海上的鋼琴》
- 2010年：《壞人好夢》
- 2013年：《我的小英雄》
- 2013年：《共犯》

## 獲獎
- 2004年：SBS演技大賞－新星賞（土地）
- 2009年：第17屆春史電影賞－女子新人獎（舉起金剛）
- 2009年：KBS演技大賞－日日劇部門 女子優秀演技賞（大家一起恰恰恰）
- 2010年：百想藝術大賞－電影部門 女子新人演技獎（舉起金剛）

## 其他
- 2009年：第10屆全州國際電影節－宣傳大使